# Berega (film)
Berega (Берега) è un film del 1973 diretto da Ekaterina Grigor'evna Stašesvskaja-Narodickaja.

## Trama
Gli eroi di una storia divertente, composta da tre racconti, il dentista Lenochka, il docente Gudošnikov e il proiezionista Saša, navigano su una piccola barca lungo il fiume Juve settentrionale, passando davanti a luoghi bellissimi e villaggi taiga, dove si fermano e conoscono la gente del posto - gentile, allegra e sincera.